# Reticulariaceae
A Reticulariaceae (ICN; ICZN szerinti névalak: Reticulariidae) az ITIS által elfogadott csoport a Myxogastria kládban. Nemzetségei a Dictydiaethalium, a Lycogala, a Reticularia, a Tubifera és az Alwisia. Egyes rendszertanokban – például az Index Fungoruméban – elfogadottnak számít az Enteridium is.
Más csoportosításokban a Dictydiaethalium a Dictydiaethaliaceae, a többi nemzetség a Tubiferaceae tagja.

## Történet
A Reticulariaceae első fajait a 17–18. században jellemezték, és Carl von Linné is több faját írta le.
A csoportot François Fulgis Chevallier írta le először 1826-ban.
2012-ben 3 elfogadott nemzetsége és 25 faja volt, ekkor indult Leontyev áttekintése a csoportról több projektben, melyek 2023-ban értek véget. Ezalatt a leírt fajok száma 52-re, a nemzetségeké 6-ra nőtt, a Licaethalium nemzetség pedig a Reticulariaceae csoportból átkerült a Cribrariaceaebe. A Reticulariaceae-fajokról szóló eddig összegyűjtött molekuláris adatbázist ekkor tették közzé a GBIF-en. Több hagyományos fajt ekkor szűkebben határoztak meg molekuláris adatai alapján, megnehezítve a keresést.
Fiore-Donno et al. 2013-as kétgénes Lucisporidia-filogenetikájában a Dictydiaethalium és a Dictydiaethaliaceae a 3 nemzetségű Reticulariaceaetől külön szerepelt. A Reticulariaceaeben megkülönböztettek egy ál- és egy valódi kapillítiumos kládot, és igazolták, hogy a rend, ahová sorolták, a Liceida (= Liceales) az akkori meghatározás szerint parafiletikus.
2014-ben Leontyev et al. újra létrehozták az Alwisiát 3 fajjal (Alwisia bombarda, Alwisia morula, Alwisia repens), az Alwisia bombarda alapján a taxont a Dianemataceae lehetséges közeli rokonaként, és annak és a Lycogala csőszerű fonalait lehetséges valós kapillítium részeként írták le.
2023-ig számos hagyományos faját – például a Lycogala epidendrumot – több fajra bontották molekuláris alapon.

## Morfológia
Spórái világosak, és gyakran csoportosulnak. Leontyev et al. 2024-ben egyes fajok „láthatatlanságát” kizárólag a morfológiai jellemzők korlátainak tulajdonították, mert egyes ritka fajok már a 19. századtól ismertek. Kolumellája és álkolumellája nincs.

## Élőhely
Az egész világon él, de például afrikai, dél-amerikai, dél-ázsiai (például iniai), észak-ázsiai fajai molekulárisan kevéssé tanulmányozottak. Számos környezetben nő, például fatörzseken és -leveleken.

## Életmód
Plazmódiuma fagocitózissal ehet baktériumokat, gomba- vagy növényi spórákat, protozoonokat vagy elhalt szerves anyagot.

## Életciklus
Életciklusa számos Amoebozoa-fajhoz hasonlóan általában plazmódium- és sporangiumállapotból áll. Termőteste lehet ál- (perídiumos önálló, közeli sporangiumok, például Tubifera) vagy valódi etálium (megkülönböztethetetetlen sporangiumok, például Reticularia, Lycogala). Előbbi nem rendelkezik valódi vagy álkapillítiummal, utóbbi igen.

## Rendszertan
A Reticulariaceae azonosító irodalmában 2024-ig nem történt jelentős változás, mivel számos rendszertani változás még nem jelent meg. Számos faja több ribotípussal rendelkezik.
Közeli rokona lehet a Dianemataceae.
A Tubifera „kis és „nagy spórájú” kládra osztható, az Alwisia pedig a Reticulariaceae legősibb ismert állapota lehet.

## Genetika
Legtöbb faja megkülönböztethető a 18S rDNS, az elongációs faktor 1α (EF1α) vagy a citokróm c-oxidáz, I. alegység (COI) alapján.

## Ökológia
A Sphindidae fajai többek közt a Reticulariaceae tagjait is eszik.

## Jelentőség
A Lycogala epidendrum számos staurosporinanalógot – például likogarubin C-t, 6-hidroxistaurosporinont és 5,6-dihidroxiarciriaflavin A-t – és antimikrobiális polipropionát-laktonglikozidokat – például likogalinozid A-t és B-t – szintetizál, míg az Enteridium lycoperdon potenciálisan bakteriosztatikus glikozidokat, például enteridinin A-t, B-t, enteridinsavat és likoperdinozid A-t és B-t szintetizál.